# 阿萨鲁卢杜
阿萨鲁卢杜（Asaruludu），是苏美尔和阿卡德神话中的阿努纳奇神，库阿尔城的保护神。恩基(埃亚)之子。他以咒语、驱魔、医疗、魔法等保护人类。他的名字也被拼写阿萨卢希（Asarluhi）和纳舒厄(Namshub)。
由于纳舒厄是“闪光”之意，因此，他被认为是一位保护神-“照亮我们道路的闪光之神”。《埃努玛·埃利什》将他描写为“光之神”。另一个版本称他是“火焰之剑的主人”与“最安全的确保者”。随着巴比伦城的崛起和马尔杜克地位的提高，阿萨鲁卢杜逐惭与他混同。